# 2649 Oongaq
2649 Oongaq (1980 WA) là một tiểu hành tinh vành đai chính được phát hiện ngày 29 tháng 11 năm 1980 bởi E. Bowell ở Flagstaff (AM).